# Hina-au-kekele
Za boginju, pogledajte Hina (boginja).
Hina-au-kekele (takođe poznata kao Hinaauaku, Hinauapu ili jednostavno kao Hina) bila je tahićansko-havajska plemkinja te poglavarka havajskog Velikog ostrva. Njezin je brat-suprug bio veliki poglavica Pilikaaiea — često jednostavno poznat kao Pili. Njih dvoje su bili osnivači dinastije Pili (havajski Hale o Pili).

## Biografija
Gospa Hina je rođena na Tahitiju te je nazvana po boginji Meseca, a bila je ćerka havajskog plemića Laaua (Laʻau) i njegove sestre-žene, gospe Kukamolimaulialohe. Nepoznato je zašto su Hinini roditelji otišli na Tahiti. Hinin je deda bio poglavica Lanakavaji Havajski, potomak Ulua. Lanakavaji je vladao Velikim ostrvom, ali ga je svrgnuo Kapava.
Hinin brat bio je plemić Pilikaaiea, za kojeg se Hina udala, prema havajskim običajima. Njihov je brak bio smatran svetim na Havajima, a budući da su bili deca sestre i brata, za podanike su bili poput bogova. Ovo su njihova deca:
- Koa (Ko) — sin, i
- Hinaauamai — ćerka, također nazvana po boginji Hini te supruga svoga brata.[4]

Pili i Hina su otišli na Havaje sa sveštenikom Paaoom, koji je došao po njih sa Havaja, kako bi Pili preuzeo vladavinu. Nakon šta je svrgnuo Kapavu, Pili je postao poglavica, a nakon smrti ga je nasledio njegov i Hinin potomak, poglavica Kukohou, koji im je možda čak bio sin.